# Duzzadttönkű tölcsérgomba
A duzzadttönkű tölcsérgomba (Ampulloclitocybe clavipes) a csigagombafélék családjába tartozó, Európában és Észak-Amerikában elterjedt, fogyasztásra nem ajánlott gombafaj.

## Megjelenése
A duzzadttönkű tölcsérgomba kalapja 2-9 cm átmérőjű; alakja fiatalon domború, majd kiterül és tölcséressé válik, közepén apró tompa púp marad. Felszíne sima vagy finoman nemezes, rásimuló szálakkal. Színe barna, szürkésbarna vagy olívbarna; a széle mindig világosabb, a peremén szinte fehér. Húsa fiatalon fehér, később fakó sárgásszürke. Szaga enyhén fűszeres, íze kellemes. 
Széles, ritkán álló lemezei mélyen lefutóak. Színük fiatalon fehér, később halvány viaszsárgás.
Spórapora fehér. Spórája ellipszis vagy tojásdad alakú, sima felszínű, mérete 6-9 x 4-5µm. 
Tönkje 3,5-6 cm magas, 0,5-2 cm vastag, de kiszélesedő, bunkós tövénél 4 cm-es is lehet. Belül nem üreges, húsa a tövénél puha, szivacsos. Felületén hosszanti szálak húzódnak, legalja fehéren filces.

### Hasonló fajok
Más tölcsérgombáktól (pl. sereges tölcsérgomba, szürke tölcsérgomba) bunkós tönkje, élőhelye alapján különíthető el. 

## Elterjedése és termőhelye
Európában és Észak-Amerikában honos.
Savanyú talajú fenyvesekben vagy vegyes erdőkben található meg. Ősszel terem, mindig többesével.
Elvileg ehető, de érzékeny gyomrúaknál emésztőszervi tüneteket okoz, alkohollal együtt fogyasztva pedig mérgező. 

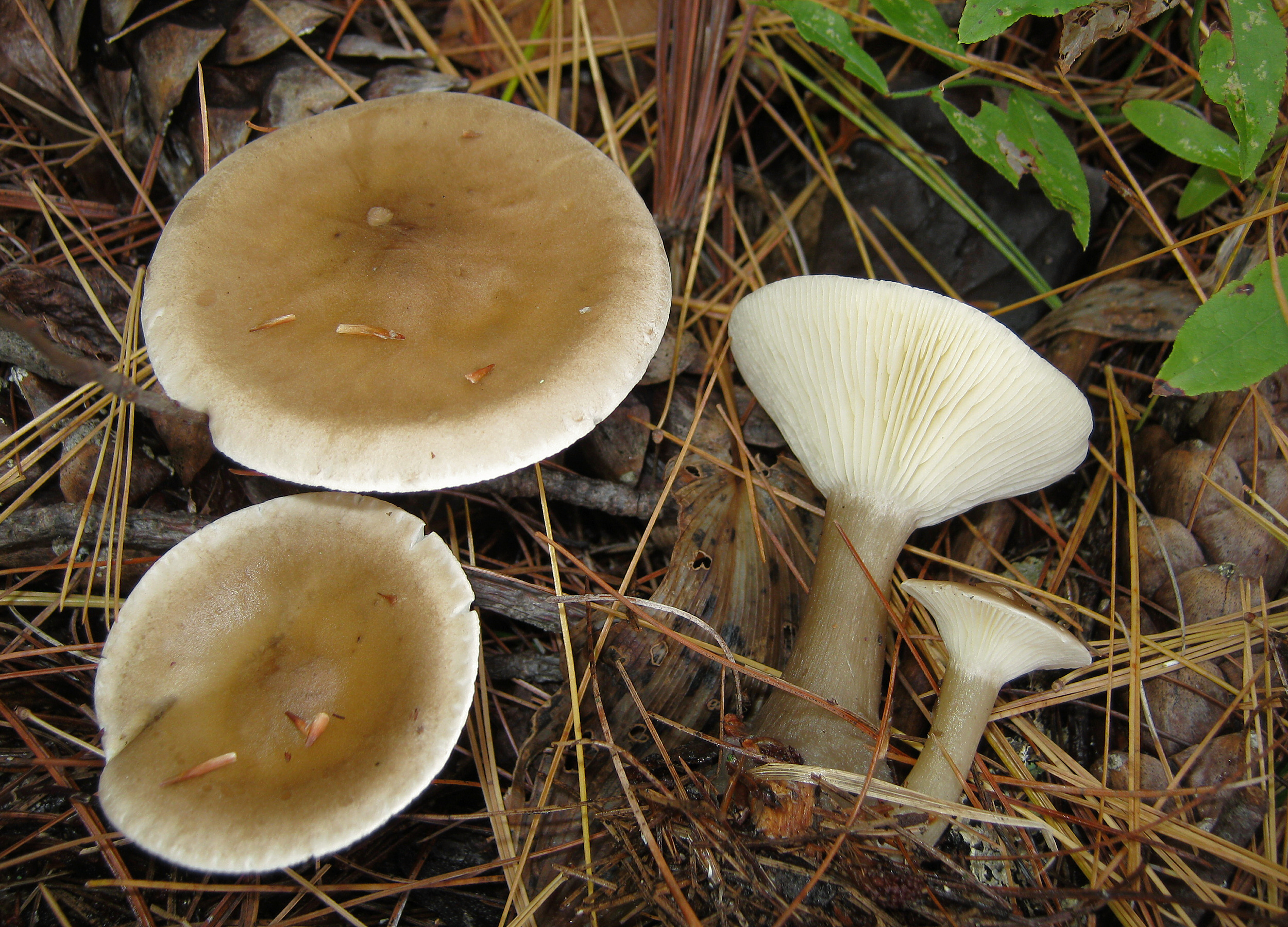
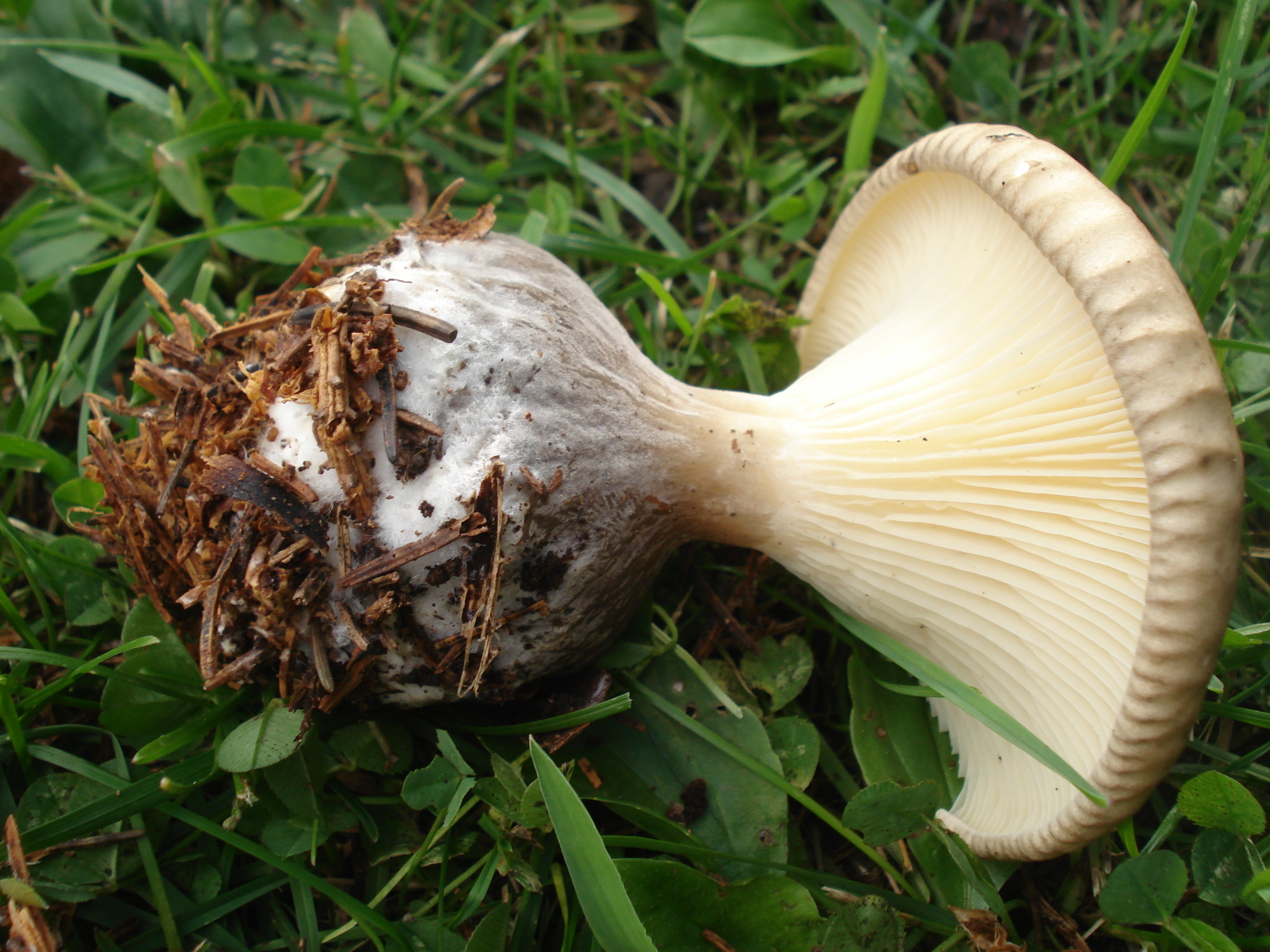
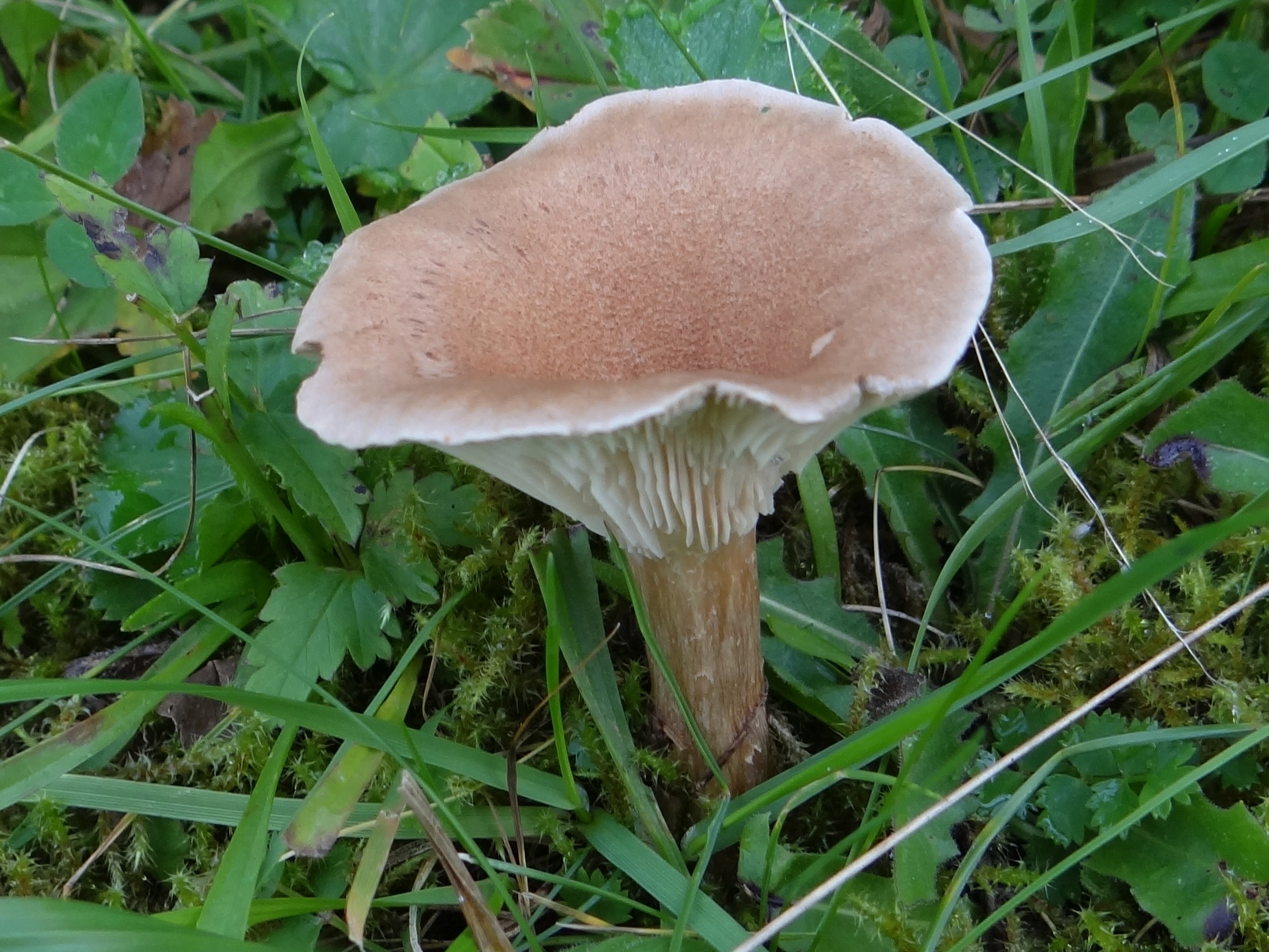
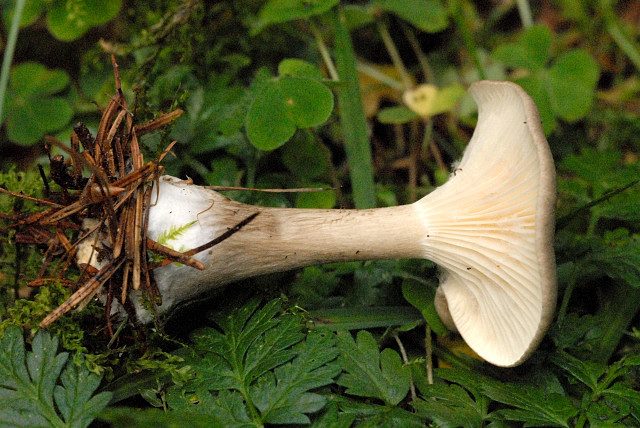
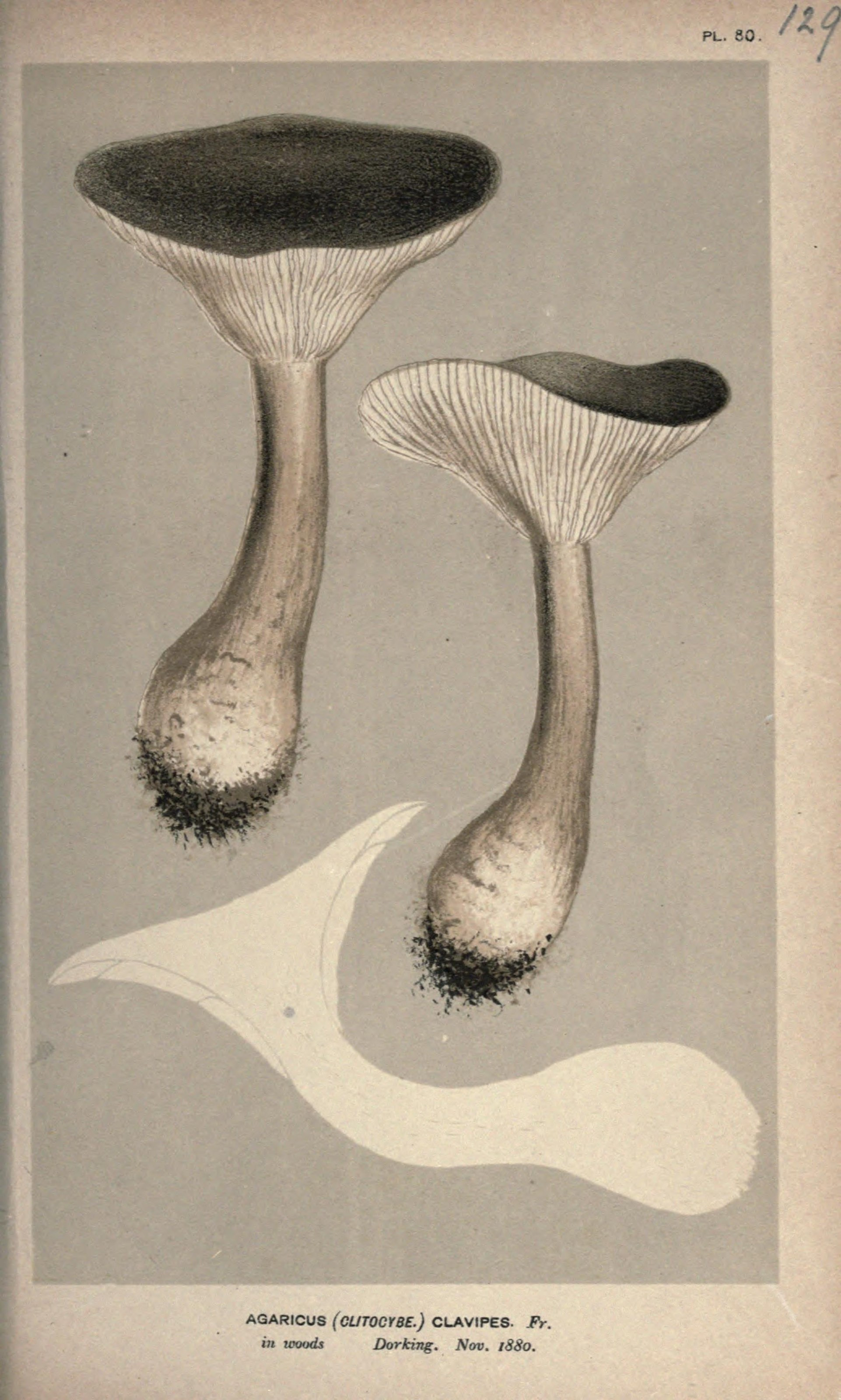